# Ševětín

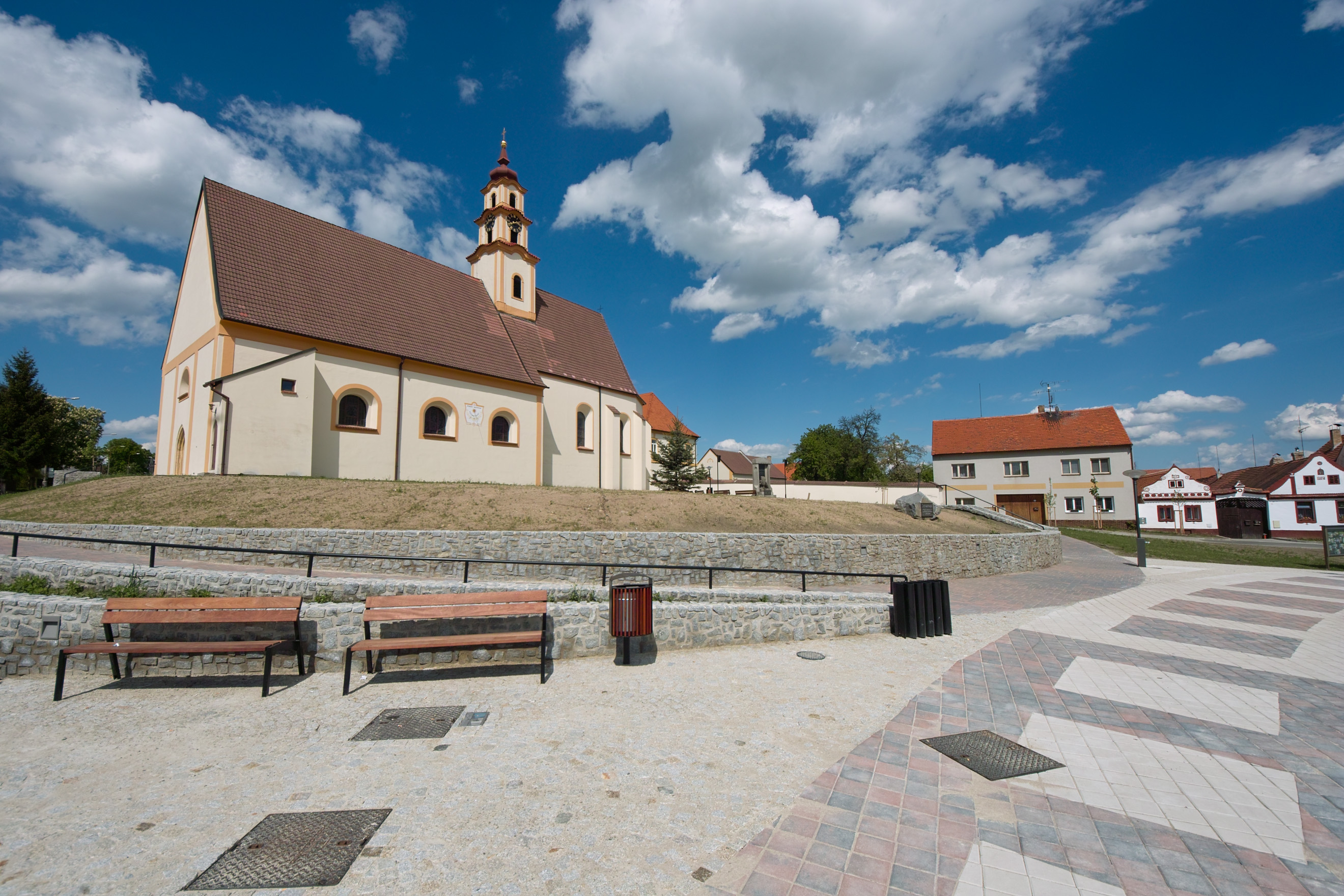
Markt mit Pfarrkirche St. Nikolaus

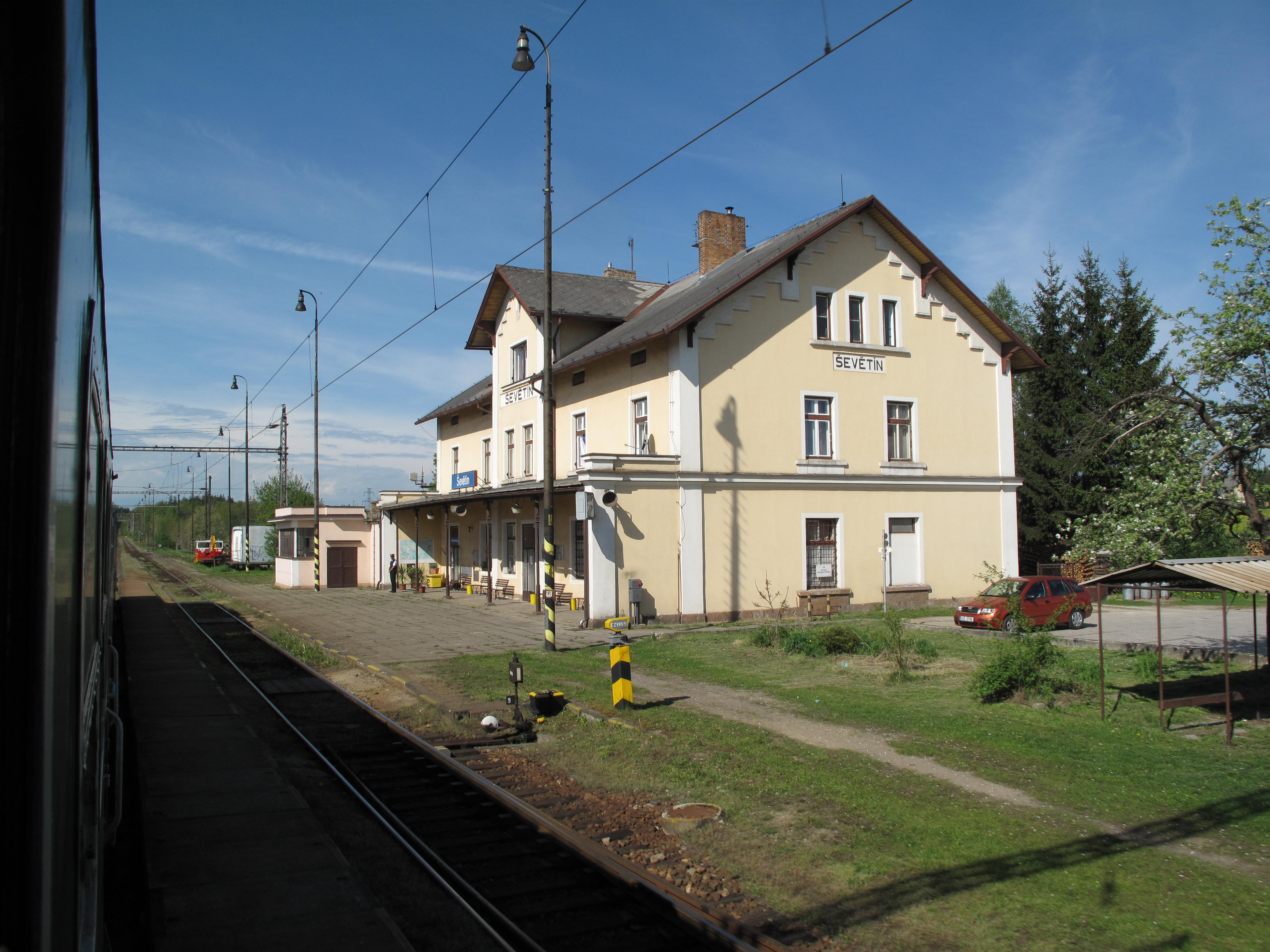
Haltepunkt Ševětín

Ševětín (deutsch Schewetin, älter auch Schebetin) ist eine Minderstadt in Tschechien. Sie liegt 16 Kilometer nordöstlich von Budweis in Südböhmen und gehört zum Okres České Budějovice.

## Geographie
Ševětín liegt am Rande der Lischauer Schwelle im Landstrich Pšeničná Blata zwischen zwei großen Waldgebieten, der Nová obora bzw. Poněšická obora im Westen und den Velechvínské polesí im Süden. Gegen Nordosten befindet sich der Teich Stojčín, südlich die Teiche Žďárský rybník und Dubenský rybník. Im Westen erhebt sich die Baba (570 m). Ševětín wird westlich von der Silnice I/3 (ein Teil der Europastraße 55) zwischen České Budějovice und Veselí nad Lužnicí und im Osten von der Bahnstrecke České Budějovice–Veselí nad Lužnicí umfahren. Im Wald Velechvínské polesí liegen südlich des Ortes die Reste der ehemaligen Waldbahn sowie die Wüstungen Žďár und Ovčín.
Nachbarorte sind U Čížka, Drahotěšice, Hvozdno, U Prokšů, Na Jednotě und Gebrovna im Norden, Švamberk, Neplachov, Dynín und Lhota im Nordosten, Hrobárna und Mazelov im Osten, Smržov, Dolní Slověnice und Hůrky im Südosten, Pazderna, Hrutov, Velechvín, Kolný, Červený Újezdec und Lhotice im Süden, Chotýčany und Vitín im Südwesten, Cirhan und Poněšice im Westen sowie Vlkov und U Petra im Nordwesten.

## Geschichte
Eine Hügelgrabanlage mit 60 Hügelgräbern im Wald an der Baba westlich des Ortes belegt eine slawische Besiedlung im 9. Jahrhundert. Der Ortsname leitet sich vom Personennamen Šebata oder Sebestian her.
Als erste schriftliche Erwähnung Ortes wurde lange Zeit eine Besitzbestätigungsurkunde König Ottokar I. Přemysls für seine Halbschwester Agnes (Anežka), Äbtissin des Klosters St. Georg auf der Prager Burg angesehen, in der u. a. das Dorf Ševitínska in Prácheňsko aufgeführt wurde. Heute wird angenommen, dass sich diese Erwähnung wahrscheinlich auf das erloschene Dorf Ševětínsko bei Horažďovice bezieht. Als sicher gelten die Erwähnungen des zur Herrschaft Lomnitz gehörigen Dorfes und der Pfarre Ševětín in den Konfirmationsbüchern der Erzdiözese Prag und den päpstlichen Zehntverzeichnissen von 1356. Im Jahre 1360 ließ der Besitzer der Herrschaft, Ješek von Kosova Hora, in Ševětín den neuen Pfarrer Jiřík einsetzen, den er 1373 gegen den Lomnitzer Pfarrer Václav austauschte.
1382 tauschte Konrad Kraiger von Kraigk die Herrschaft Lomnitz bei König Wenzel IV. gegen Landstein und Bistritz ein. Während der Hussitenkriege wurde die Herrschaft von den Hussiten besetzt und durch den Hauptmann Jan Roháč von Dubá verwaltet. Im Jahre 1435 konnte Ulrich II. von Rosenberg die Herrschaft Lomnitz aus den Händen der Hussiten zurückgewinnen und schlug sie seiner Herrschaft Wittingau zu. Über Ševětín führte mit der Linzer Straße von Budweis nach Prag ein bedeutsamer mittelalterlicher Handelsweg. In Kriegszeiten war der Ort dadurch von Truppendurchzügen und Plünderungen betroffen. So wurde Ševětín während der Regentschaft Georg von Podiebrads mehrfach von durchziehenden Truppen geplündert und 1470 niedergebrannt. Nach Plänen des Oberfischmeisters Josef Štěpánek Netolický entstanden ab 1516 die Teiche Žďárský rybník und Dubenský rybník. Zwischen 1585 und 1596 wirkte Šimon Lomnický, der den Vávra-Hof und die Ausspanne geerbt hatte, als Ortsrichter. Unter Lomnický, dessen Dichtungen sich auch am Prager Hof großer Beliebtheit erfreuten, wurde die Ausspanne an der Linzer Straße regelmäßig auch vom Prager und Wiener Hofstaat frequentiert. Nach dem Tode von Peter Wok von Rosenberg fiel das Erbe der Rosenberger 1612 Johann Georg von Schwanberg zu. Im Jahre 1619 wurde das gesamte Dorf von kaiserlichen Truppen niedergebrannt. Nach der Schlacht am Weißen Berge wurden die Güter Peter von Schwanbergs wegen seiner Beteiligung am Ständeaufstand von 1618 konfisziert und fielen den Habsburgern zu, die die Herrschaft Wittingau 1637 an den polnischen König Władysław IV. Wasa verpfändeten. Im Dreißigjährigen Krieg erlosch die Pfarre. Mit Unterstützung des Königs Ferdinand III. wurde die ruinierte Kirche 1635 wiederhergestellt. Bei der Beichte im Jahre 1659 sind in Ševětín 54 Büßer aufgeführt, das entspricht der Zahl der zur Buße zugelassenen Einwohner, die älter als zwölf Jahre sein mussten. Erzherzog Leopold Wilhelm von Österreich trat 1660 die Herrschaft Wittingau an Johann Adolf I. von Schwarzenberg ab. Eine Schule ist seit 1666 nachweislich. Im Jahre 1720 ließ Fürst Adam Franz Karl zu Schwarzenberg in Ševětín unter herrschaftlichem Patronat wieder eine Pfarre einrichten und das Pfarrhaus erbauen. 1753 erfolgte der Bau der neuen Kaiserstraße von Prag nach Linz. Im Jahre 1787 wurde der Friedhof auf Grund kaiserlicher Verordnung nach außerhalb des Ortes verlegt. Jedoch zeigte der neue Standort einen starken Wasserzudrang, so dass auch weiterhin um die Kirche begraben wurde. 1821 ließ die Herrschaft eine Schule errichten.
Im Jahre 1840 bestand die Gemeinde Schewetin bzw. Schewietin/Ssewětjn aus 40 Häusern mit 416 Einwohnern. Im Ort bestanden unter dem herrschaftlichen Patronat die Pfarrkirche, das Pfarrhaus und eine Schule. Außerdem bestand in dem Dorf ein Einkehrhof. Abseitig lagen der Meierhof Schwanberg (Švamberk), eine herrschaftliche Schäferei, eine Wasenmeisterei, ein Oberdrescherhaus, zwei Rustikalhäuser und die Pfarrchaluppe. Schewetin war Pfarrort für Witin, Drahotieschitz, Mazalow, Neplachow, Welechwin (Velechvín), Kolney (Kolný, auch Kolneg) und Wlkow. 1846 wurde im Ausspannhof eine Poststation eingerichtet. Bis zur Mitte des 19. Jahrhunderts blieb Ševětín immer der Herrschaft Wittingau untertänig.
Nach der Aufhebung der Patrimonialherrschaften bildete Ševětín/Schewetin ab 1850 eine Gemeinde in der Bezirkshauptmannschaft Třeboň/Wittingau und dem Gerichtsbezirk Lomnice nad Lužnicí. In dieser Zeit begann der Bau neuer steinerner Höfe im Bauernbarockstil anstelle der alten hölzernen Bauten. 1858 wurde das neue Schulhaus eingeweiht. Im Jahre 1862 hatte das Dorf 462 zumeist tschechischsprachige Einwohner. Mit der Inbetriebnahme der Eisenbahn von Budweis nach Wesely erhielt der Ort 1874 einen Haltepunkt. Seit 1873 wurden vom Steinbruch Kopanina täglich 30 Waggons mit Granodiorit zum Eisenbahnbau geliefert. Im Jahre 1884 erhielt Ševětín das Privileg zur Abhaltung eines montäglichen Getreide- und Viehmarktes. Eine Erhebung zur Marktgemeinde erfolgte damit jedoch nicht. 1882 wurde ein geeigneter Platz für einen neuen Friedhof gefunden und der alte Friedhof an der Kirche aufgehoben.
Die Freiwillige Feuerwehr gründete sich 1891. Im Jahre 1907 wurde am Gasthof eine Gedenktafel für Šimon Lomnický von Budeč angebracht.
1910 lebten in der Gemeinde 713 tschechischsprachige Einwohner. Nachdem der Hagelsturm vom 10. Juni 1916 auch in den Waldgebieten Mojský les und Velechvínské polesí zwischen Nemanice, Úsilné, Bída und Ševětín enorme Schäden hinterließ, hatte Fürst Johann zu Schwarzenberg große Mühe, den Windbruch zu bergen. Wegen des Krieges mangelte es an Männern, Pferden und Wagen. Zwischen 1917 und 1918 ließ er deshalb von der Bahnstrecke České Budějovice–Veselí nad Lužnicí zwei schmalspurige Waldeisenbahnen anlegen. Eine davon führte von Ševětín in die Velechvínské polesí. Seit den 1920er Jahren begann die Erschließung als Ferienort. 1922 wurde in dem Dorf ein ständiges Postamt und Polizeistation eingerichtet. Im Jahre 1926 erfolgte der Anschluss an das Strom- und Telefonnetz. 1940 nahm die Bürgerschule den Unterricht auf. Nach der Aufhebung des Okres Třeboň wurde Ševětín 1961 dem Okres České Budějovice zugeordnet. Am 20. September 1973 erfolgte die erneute Eingemeindung von Vitín. Zum 1. Juli 1975 wurden Drahotěšice, Chotýčany, Vlkov und Radonice Ortsteile von Ševětín. 1975 entstand das Gesangs- und Tanzensemble Blata und 1979 wurde das Kulturhaus eröffnet. Der Gasthof brannte 1985 nieder und wurde danach abgetragen. Nach Referenden lösten sich sämtliche Ortsteile zum 24. November 1990 wieder von Ševětín los. Im Jahre 2008 wurde Ševětín zum Městys erhoben und ist dabei der bislang einzige Ort, der diesen Status neu erlangte.

## Gemeindegliederung
Für die Minderstadt Ševětín sind keine Ortsteile ausgewiesen. Zu Ševětín gehören die Einschichten Gebrovna, Hrobárna, Na Jednotě, Ovčín, Pazderna, Švamberk (Schwanberg) und U Prokšů.

## Bevölkerungsentwicklung
| Jahr      | 1869 | 1880 | 1890 | 1900 | 1910 | 1921 | 1930 | 1950 | 1961 | 1970 | 1980 | 1991 | 2001 | 2011 | 2021 |
| --------- | ---- | ---- | ---- | ---- | ---- | ---- | ---- | ---- | ---- | ---- | ---- | ---- | ---- | ---- | ---- |
| Einwohner | 532  | 573  | 639  | 623  | 713  | 768  | 883  | 750  | 870  | 977  | 1108 | 1191 | 1289 | 1301 | 1367 |

## Sehenswürdigkeiten

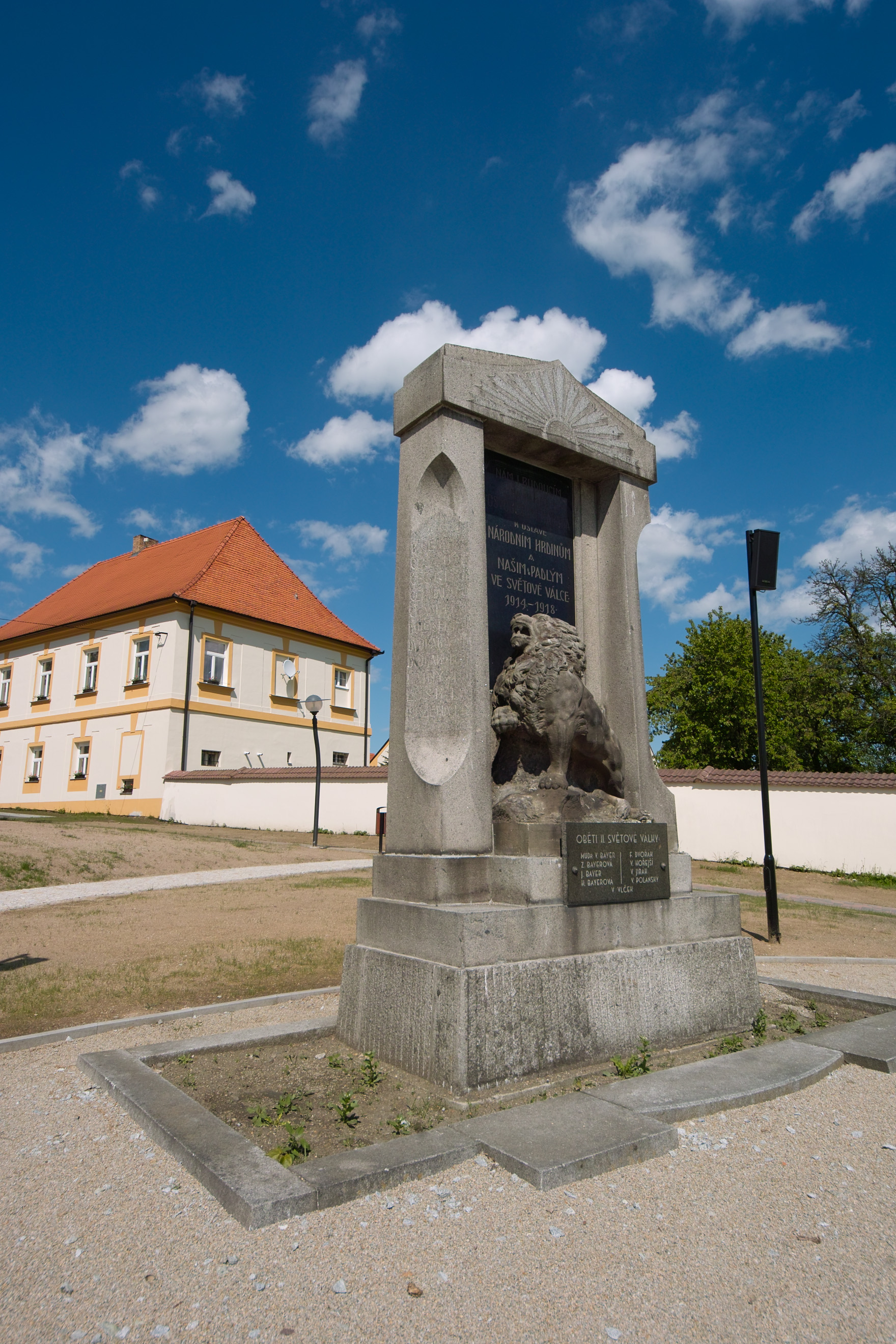
Gedenkstein für die Gefallenen beider Weltkriege

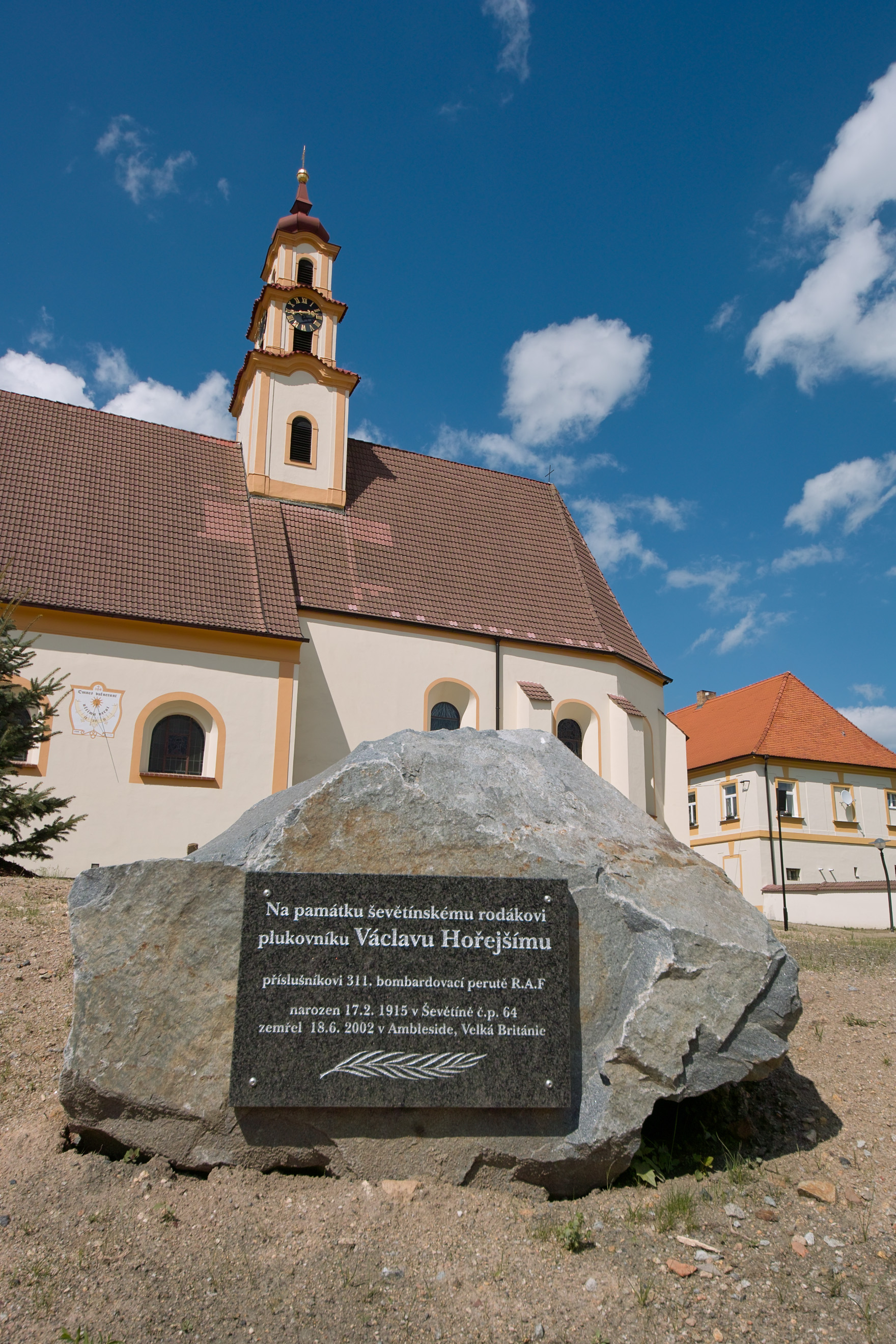
Gedenkstein für Václav Hořejší

- Frühgotische Pfarrkirche St. Nikolaus, erbaut im 13. Jahrhundert. 1695 schlug der Blitz in den Kirchturm ein. Im Zuge der Beseitigung der Schäden erfolgte im Jahre 1700 ein Umbau der Kirche. Der dreigeschossige barocke Turm wurde im 18. Jahrhundert zwischen dem Schiff und Presbyterium angebaut. In den 1990er Jahren wurden im Presbyterium gotische Malereien aus dem 14. Jahrhundert freigelegt.
- Barockes Pfarrhaus errichtet 1720 nach Plänen von Antonio Ehorto Martinelli
- Statue des hl. Johannes von Nepomuk auf dem Markt, errichtet 1901 vor der Schule, sie wurde 1909 auf den Markt versetzt.
- Gedenkstein für Václav Hořejší vor der Kirche
- Gedenkstein für die Gefallenen beider Weltkriege, enthüllt 1923
- Šimon Lomnický gewidmete Ausstellung im Lesesaal der Gemeindebibliothek
- Erholungsgebiet Dubenský rybník
- Gehöfte im Blatastil des südböhmischen Bauernbarock

## Persönlichkeiten
- Šimon Lomnický von Budeč (1552–1623), der Dichter erbte 1585 den schwiegerväterlichen Vávra-Hof und die Ausspanne. Von 1585 bis 1596 war er Dorfrichter. Nach dem Brand seines Hofes und der Zerstörung des Dorfes suchte der greise Lomnický 1619 eine neue Lebensgrundlage in Prag. Nach der Schlacht am Weißen Berg wurde Lomnický von Prager Hof verjagt und endete als Bettler. An der Ausspanne wurde 1907 eine Gedenktafel angebracht. Heute trägt der Dorfplatz seinen Namen.
- Jan Evangelista Chadt-Ševětínský (1860–1925), der Forstwirtschaftler und Historiker erhielt seine forstwirtschaftliche Ausbildung in Ševětín